# Caladenia pumila
Caladenia pumila é uma espécie de orquídea, família Orchidaceae, de Vitória, na Austrália, que não tem sido encontrada na natureza desde 1926  e está supostamente extinta.
Crescia em grupos esparsos ou, por vezes, grandes colônias, em bosques, ou locais de vegetação arbustiva,charnecas, e afloramentos de granito, em áreas de solo bem drenado mas ocasionalmente em áreas sazonalmente alagadiças.
São plantas com uma única folha basal pubescente com marcas proeminentes púrpura perto da base, e uma inflorescência rija, fina e densamente pubescente, com uma ou poucas flores, que vagamente lembram uma aranha, muito estreitas, caudadas, e bem esparramadas, normalmente pendentes. Em conjunto formam grupo bem vistoso quando sua floração é estimulada por incêndios de verão.
Pertence a um grupo de cerca de quarenta espécies, tratadas por David Jones como Alliance Clubbed Spider do gênero Arachnorchis, que distingue-se dos outros grupos de Caladenia por apresentar diferente tipo de pubescência nas folhas e inflorescências, por suas flores grandes, de sépalas e pétalas atenuadas, longas, com verrugas clavadas na extremidade, labelo pendurado firmemente com dentes marginais do labelo curtos, com evidentes espessamentos apicais clavados; e células osmofóricas especializadas.

## Publicação e sinônimos
- Caladenia pumila R.S.Rogers, Trans. & Proc. Roy. Soc. South Australia 46: 152 (1922).

Sinônimos homotípicos:
- Arachnorchis pumila (R.S.Rogers) D.L.Jones & M.A.Clem., Orchadian 13: 396 (2001).
- Phlebochilus pumilus (R.S.Rogers) Szlach., Polish Bot. J. 46: 15 (2001).